# Вальтер Рідель
Вальтер "Папа" Рідель (1902-1968) — німецький інженер, начальник конструкторського бюро дослідницького центру Пенемюнде і головний конструктор балістичної ракети «Фау-2».
Вальтер Рідель працював в цивільній компанії «Heylandt» від 27 лютого 1928 року, в грудні 1929 на Ріделя була покладена відповідальність за розробку ракетних двигунів на рідкому паливі, які розроблялись у співпраці з Максом Вальє, який на цей час також працював в компанії. З 1930 року вони також співпрацювали з Артуром Рудольфом.
В 1930 році, після трагічної загибелі Макса Вальє (через вибух двигуна ракети під час випробування), Рідель взяв на себе повну відповідальність за програму розробки ракетних двигунів. У 1934 році дослідження та компанія Heylandt перейшли до армії і були об'єднані з групою Вернера фон Брауна під загальним керівництвом Вальтера Дорнбергера. Роботи проводились на полігоні Куммерсдорф, недалеко від Берліна з метою розробки ракети великої дальності.
У березні 1936 року Вернер фон Браун і Вальтер Рідель почали розгляд набагато більшої ракети, ніж ракета А3 (яка на той час була в стадії розробки). В цей час разом з Вальтером Дорнбергером було вирішено перевести випробування на краще обладнаний для великих ракет полігон на Пенемюнде. З 17 травня 1937 року, після переїзду в Пенемюнде, Рідель очолював технічне конструкторське бюро як головний конструктор балістичних ракет Фау-2 (A4, V2).
Після повітряного нальоту Британських Королівських Військово-повітряних сил (операція Hydra) на Пенемюнде в серпні 1943 року було наказано перевести вирбництво в більш захищене від повітряних нападів місце. Повітряний наліт коштував життя доктору Вальтеру Тілю (головний з руху) і Еріху Вальтеру (начальник технічного обслуговування проведення семінарів). У середині вересня 1943 року виробництво було переведено в Австрійські Альпи, в 100 км на схід від Зальцбурга, в систему галерей в горах і отримав кодову назву «Zement» («Цемент»). Роботи з виробництва почалися на з настанням 1944 року і мали бути завершені у жовтні 1945 року.
З 29 травня 1945 по 20 вересня 1945 року, після закінчення Другої світової війни, Рідель перебував в таборі для інтернованих армією США в Деггендорфі (між Регенсбургом і Пассау). З 1 листопада 1945 по 10 березня 1946 року він працював у Міністерстві харчування, а з 11 березня по 31 липня 1946 року в установі близько Брауншвейга. Після розформування Рідель емігрував до Англії, щоб працювати спочатку (з 1947) на створення літака Royal, Фарнборо, а пізніше (з 1948 року до своєї смерті в 1968) в департаменті ракетного руху в Уесткотт (близько Ейлсбері, Бакінгемшир). Вальтер "Папа" Рідель ніколи не працював або був в США.
На честь Вальтера Ріделя названо кратер Рідель на Місяці (також на честь німецького піонера ракетної техніки Клауса Ріделя).